# Aldo Nova
Aldo Nova, właśc. Aldo Caporuscio (ur. 13 listopada 1956 w Montrealu) – kanadyjski wokalista, multiinstumentalista, autor piosenek i producent muzyczny, laureat Nagrody Grammy za 1996 rok.

## Życiorys
Jest synem włoskich imigrantów. Grę na gitarze rozpoczął w wieku 15 lat; jego idolem był Jimi Hendrix.
W 1982 roku podpisał kontrakt z wytwórnią Portrait Records. W tym też roku został wydany jego debiutancki album pt. Aldo Nova. Znajdujący się na nim utwór „Fantasy” zajął 23. miejsce na liście Hot 100, zaś sam album otrzymał status podwójnej platyny. W przeciągu następnych trzech lat ukazały się jego dwa kolejne albumy, Subject...Aldo Nova oraz Twitch. Album Twitch z uwagi na zmianę stylu spotkał się z krytyką fanów i recenzentów, a Portrait Records rozwiązał kontrakt z Novą. Następnie artysta skoncentrował się na współpracy z innymi artystami, jak Jon Bon Jovi czy Celine Dion. 
W 1991 roku wytwórnia JAMBCO Records wydała czwarty album Novy, Blood on the Bricks. Otrzymał Nagrodę Grammy za 1996 rok jako współautor albumu Celine Dion Falling into You.

## Dyskografia

### Albumy studyjne
- Aldo Nova (1982)
- Subject...Aldo Nova (1983)
- Twitch (1985)
- Blood on the Bricks (1991)
- Nova's Dream (1997)
- 2.0 (2018)
- The Life and Times of Eddie Gage (2020)

### Kompilacje
- A Portrait of Aldo Nova (1991)
- The Best of Aldo Nova (2006)
- Under the Gun...A Portrait of Aldo Nova (2007)